# Vickers (kulomet)
Za kulomet Vickers bývá nejčastěji považován vodou chlazený kulomet ráže 7,7 mm (0,303 in) vyráběný firmou Vickers od roku 1912, původně pro britskou armádu.

## Popis

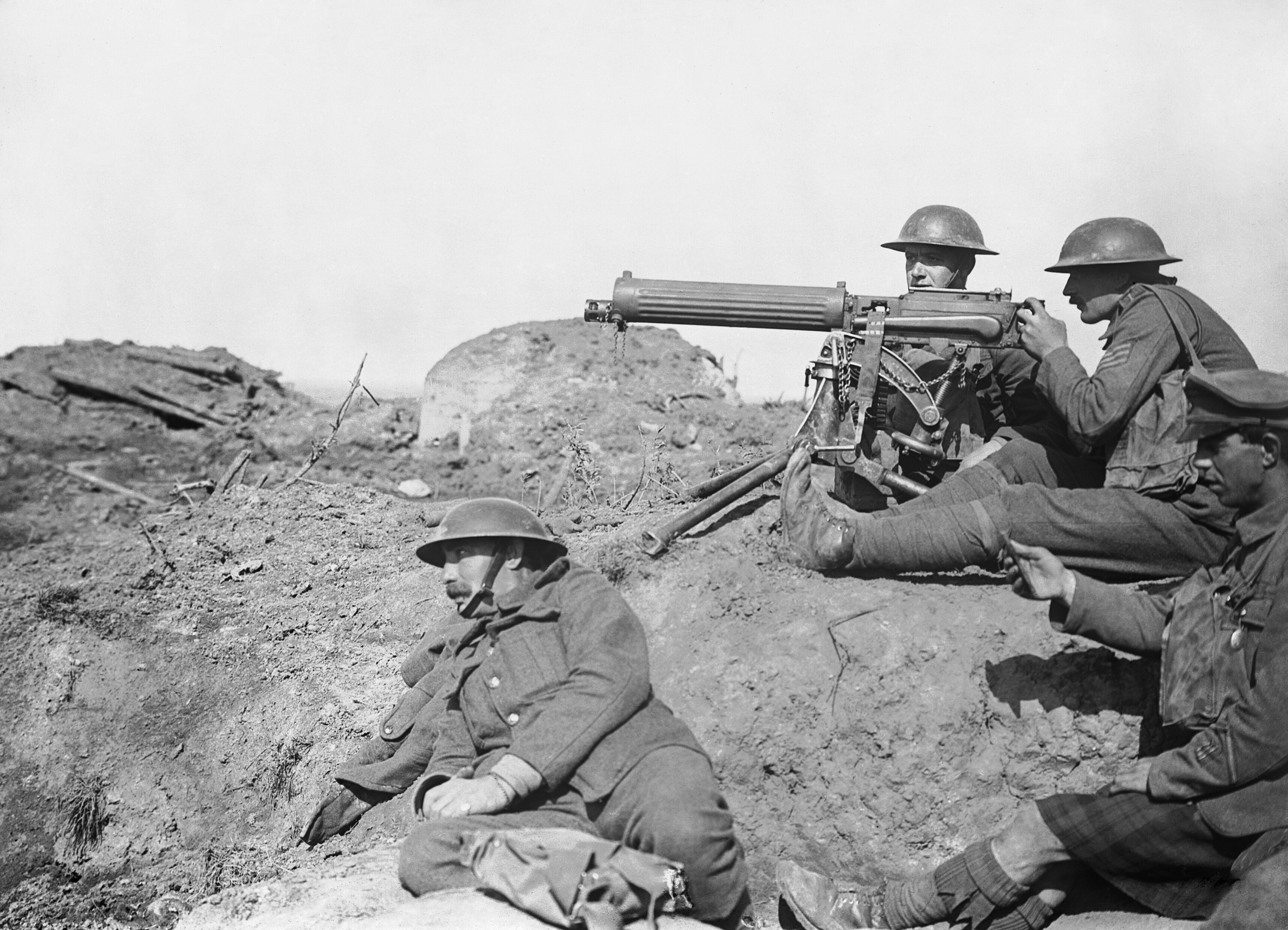
Kulomet Vickers 7,7 mm s obsluhou na frontě první světové války

Zbraň byla v podstatě zdokonalený kulomet Maxim (1883), který se osvědčil na přelomu 19. a 20. století ve výzbroji britské armády.
Pěchotní verze kulometu obvykle vyžadovala obsluhu 6–8 mužů: jednoho střelce, jednoho nabíječe a ostatní k přenášení samotného kulometu, munice i náhradních dílů. Samotná zbraň totiž vážila přes 18 kg (bez vodní náplně chladiče), trojnohý podstavec pak dalších 22,7 kg. Spolu se zaměřovačem, vodou do chladiče a několika tisíci náboji tedy rozhodně nešlo o náklad pro jednoho člověka. Kvality kulometu byly uznávané pro jeho odolnost a spolehlivost, byl primárně určen pro mnohahodinovou palbu ze stacionárního stanoviště. Základní britská verze ráže .303 British (7,7 mm) používala textilní nábojové pásy po 250 nábojích.
Prakticky bez jakýchkoliv změn se udržela ve výzbroji ještě po celou druhou světovou válku a dále až do 50. let, kdy ji v britské armádě nahradil univerzální kulomet GPMG. Dodnes by se možná nějaké našly v záložních skladech bývalých zemí Britského impéria[zdroj?].

## Letecký kulomet Vickers

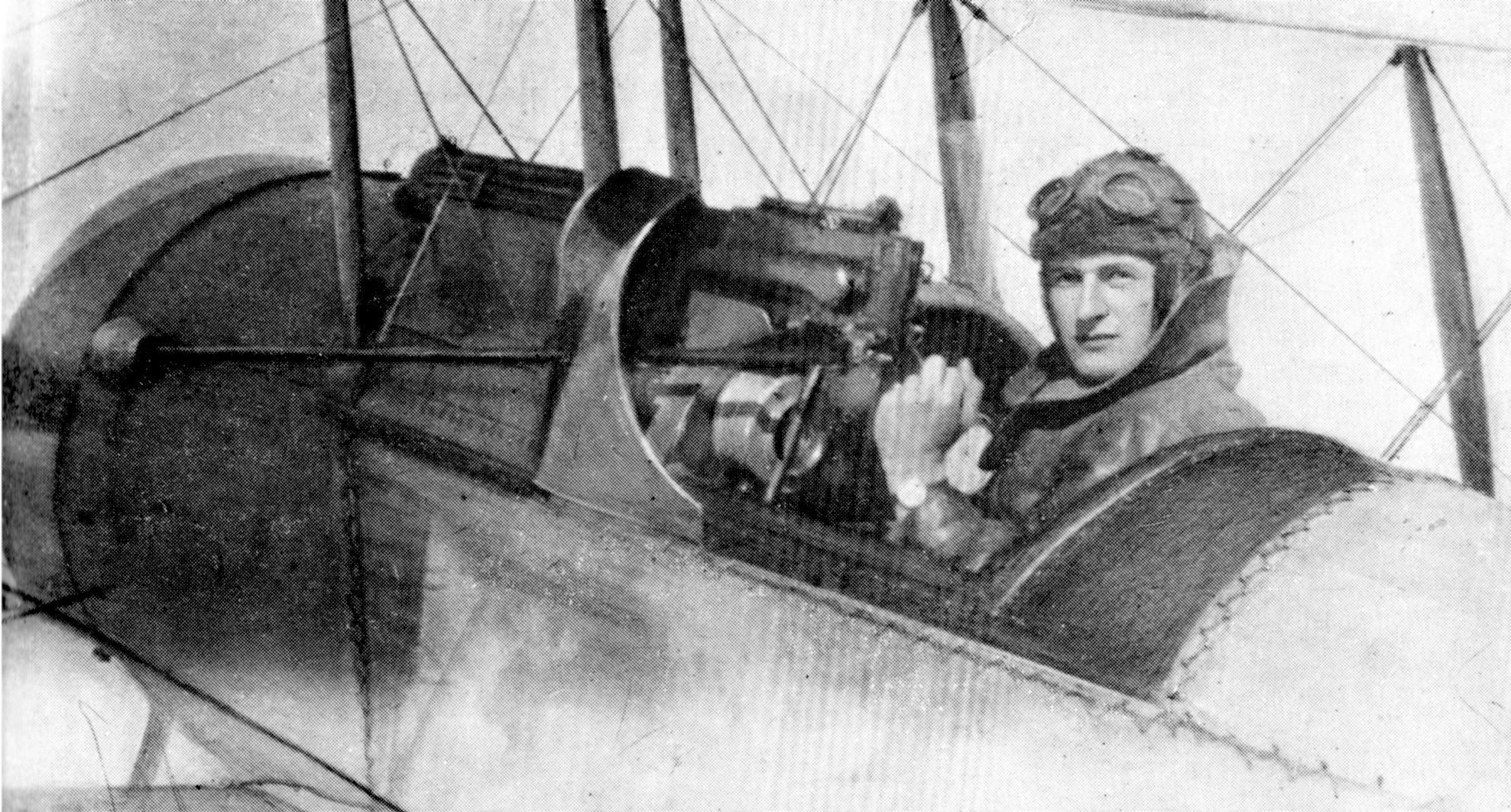
Synchronizovaný kulomet Vickers na trupu letounu Bristol Scout

Po roce 1916 se tento kulomet stal též standardní výzbrojí britských a francouzských vojenských letadel, včetně např. známého stíhacího letounu Sopwith Camel. Kulomet byl obvykle synchronizovaný s otáčkami motoru, aby mohl být umístěn v nejlepší pozici před pilotem a střelbou nepoškodil vrtuli. Vzhledem k problematickému vodnímu chlazení, které bylo nevhodné pro použití v letectví, byla tato verze kulometu chlazená vzduchem.
Vojenské letectvo československé první republiky typ užívalo nejprve v původní britské ráži, a později upravený Českou zbrojovkou Strakonice na náboj 7,92 × 57 mm Mauser pod označením vz. 28. Zkušenosti s tímto typem zbraně se následně odrazily při vývoji leteckého kulometu vz. 30.

## Protiletadlový kulomet Vickers
Rozšířenou variantou byl i půlpalcový protiletadlový 0.5"/62 Vickers Machine Gun Mark III používaný na britských válečných lodích.

## Exportní varianty kulometu Vickers
Varianty kulometu Vickers se také hodně prodávaly do zahraničí, nebo se v zahraničí v licenci vyráběly, kde byly známy pod různými názvy a používaly místně obvyklou munici:
- 6.5 mm italský
- 6.5 × 50 mm japonský typ 38
- 6.5 × 54R nizozemský
- 7 × 57 mm Mauser
- 7.5 × 55 mm švýcarský
- 7,62 × 51 mm NATO
- .30-06 americký M1906 – licenční výroba u firmy Colt
- 7.62 × 54R ruský
- 7.65 × 53 mm Mauser
- 8 mm Lebel francouzský